# بوب ريتشاردز (مجدف)
بوب ريتشاردز هو مجدف كندي، ولد في 9 يوليو 1909 في وينيبيغ في كندا، وتوفي في 19 مايو 1989 في Health Sciences Centre (Winnipeg) ‏ في كندا.